# قطعنامه ۳۳۹ شورای امنیت
قطعنامه ۳۳۹ شورای امنیت سازمان ملل متحد که در تاریخ ۲۳ اکتبر ۱۹۷۳ تصویب شد، سندی بین‌المللی دربارهٔ آتش‌بس بین مصر و اسرائیل است. این قطعنامه طی نشست ۱٬۷۴۸ام با ۱۴ موافق، ۰ مخالف و ۱ ممتنع تصویب شد.